# Viktor Krovopuskov
Viktor Alekseevici Krovopuskov (în rusă Виктор Алексеевич Кровопусков; n. 29 septembrie 1948, Moscova, RSFS Rusă, URSS) este un fost scrimer rus specializat pe sabie. A fost laureat cu patru medalii de aur olimpice și opt medalii de aur mondiale.

## Carieră
S-a apucat de scrimă la vârsta de 13 ani, după ce a văzut un anunț la Stadionul Lujniki, aproape de casa sa. De la începutul a fost pregătit de Lev Koreșkov, un tânăr antrenor care frecventa ȚSKA și le studia pe maeștrii Lev Kuznețov, Vitali Arkadiev și David Tîșler. Krovopuskov și-a dovedit repede talentul, cucerind o medalie de bronz la campionatul național la vârsta după trei luni de antrenament. A fost numit maestru al sportului la vârsta de 19 ani.
La mijlocul anilor 1960 a început să se antreneze cu lotul olimpic pregătită de David Tîșler la ȚSKA. Fiind stângaci, a fost ales ca sparring-partner campionului Mark Rakita. În anul 1968 a câștigat Campionatul Mondial pentru juniori și în anul 1973 s-a alăturat lotului sovietic, cu care a câștigat medalia de argint la Campionatul Mondial din același an de la Göteborg. Și-a consolidat poziția cu argintul la individual și aurul pe echipe la Campionatul Mondial din 1974 de la Grenoble.
După ce David Tîșler a fost numit șef de departament la Institutul de Educație Fizică din Moscova, Mark Rakita a devenit antrenorul lui Viktor Krovopuskov și a dezvoltat pentru acesta un sistem tactic care i-a asigurat succesul. La Jocurile Olimpice de vară din 1976 de la Montreal, Viktor Krovopuskov a fost laureat cu aur atât la individual cât si pe echipe. În pofida unei rupturi a tendonului lui Ahile suferită în 1977, a repetat acest succes și la Olimpiada din 1980 „acasă” la Moscova. Nu a putut să participe la Olimpiada din 1984 de la Los Angeles din cauza boicotării sovietic și a rămas neinvins la Jocurile Olimpice. În paralel, a strâns 14 medalii la Campionatele Mondiale, inclusiv două titluri la individual și șase titluri pe echipe, până în 1986. După ce s-a retras a devenit antrenor de scrimă.
Pentru realizările sale a fost numit maestru emerit al sportului în 1976. În același an a primit Ordinul Steagul Roșu al Muncii și în 1980 a fost decorat cu Ordinul Lenin.

## Legături externe
- en Viktor Krovopuskov la Olympedia.org